# Mesonyx
Mesonyxlà một động vật có vú như sói của họ Mesonychidae, họ điển hình của bộ Mesonychia (đôi khi được gọi bằng tên cũ của nó, "Acreodi"), cách hiện tại 51,8-51,7 Ma (AEO).

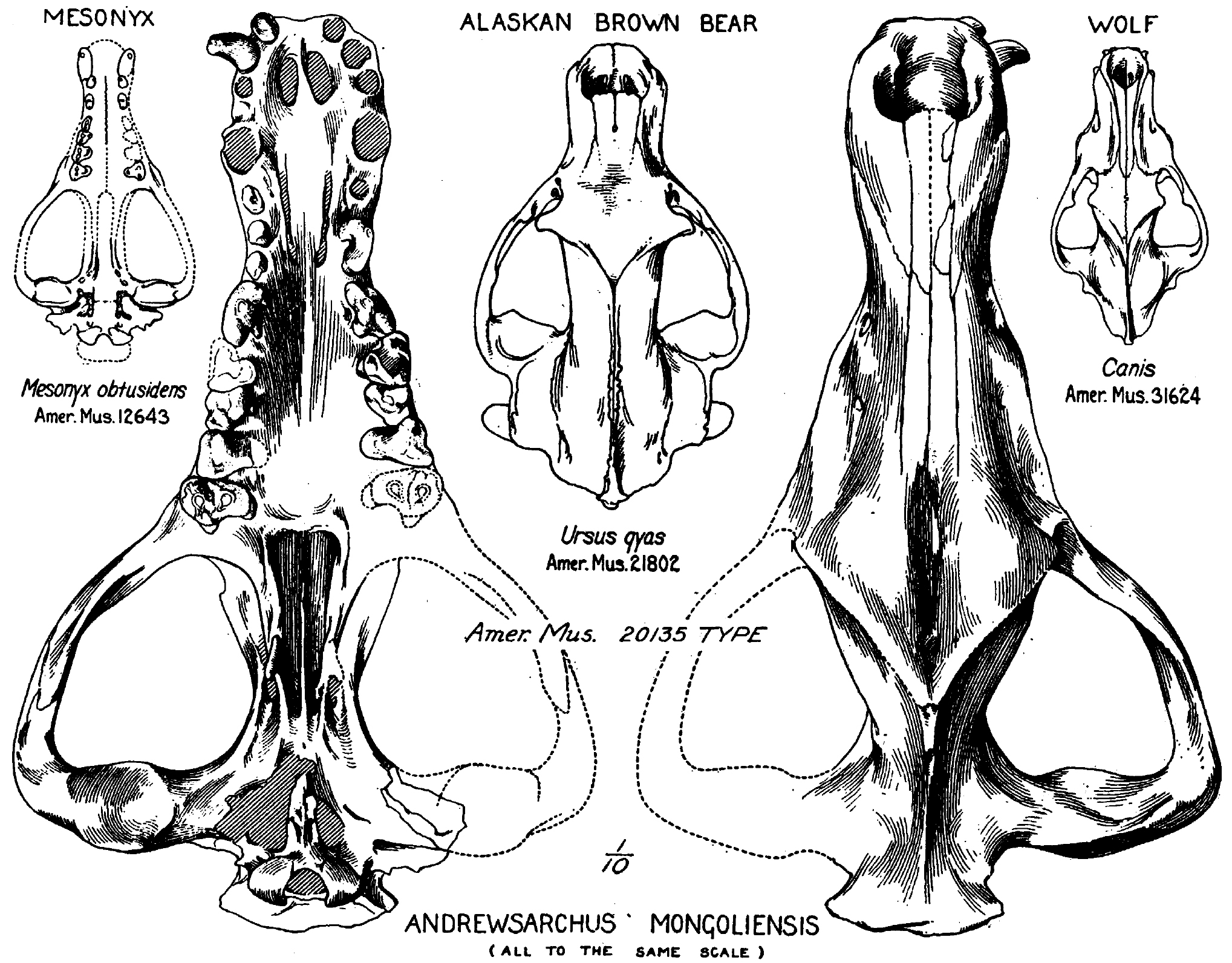
The skull of Mesonyx (left), compared to other carnivore skulls

Mesonyx dài khoảng 1,5 m (5 ft) không bao gồm cả đuôi, và trọng khoảng 22,7–34 kg. Nó là một động vật ăn thịt nhanh từ Trung Eocen của Wyoming, và nó có thể săn lùng động vật món guốc, di chuyển nhẹ trên ngón chân của nó. Tuy nhiên, thay vì móng vuốt, ngón chân Mesonyx kết thúc bằng móng guốc nhỏ.